# Thierry Debroux
Thierry Debroux est un dramaturge, comédien et metteur en scène belge né à Bruxelles en 1963.

## Biographie
Sorti de l'INSAS en 1985.
Le service belge de Promotion des Lettres lui offre une bourse d'aide à l'écriture pour Le Livropathe.
En 1999, il écrit une adaptation scénique du roman de Boulgakov Le Maître et Marguerite, adaptation publiée aux éditions Le Cri en 2000 et jouée au Théâtre de la Place des Martyrs.
En résidence à La Chartreuse de Villeneuve-lès-Avignon, il s'attèle à la rédaction de Sand la scandaleuse en octobre 2003.
En 2010, il est nommé directeur du Théâtre royal du Parc, à la succession d'Yves Larec.

## Œuvres
Liste de ses œuvres, éditées aux éditions Lansman, sauf indication contraire. Plusieurs de ses pièces ont été montées immédiatement au théâtre.
- Moscou nuit blanche, 1995.
- La Poupée Titanic, 1999. Prix de l'Union des Artistes, prix de la SACD-Lansman, prix de l'Académie royale de langue et de littérature française de Belgique, prix du meilleur auteur au Prix du Théâtre 2000.
- Le Clown et l'Enfant sombre, 1995.
- Termini Roma. Prix de la COCOF pour le meilleur spectacle en 1992.
- Le Livropathe, 2003. Monté au Rideau de Bruxelles.
- Crooner, 2004
- Sand la scandaleuse, 2004
- Le Roi Lune, 2005
- Cinecittà, 2005
- Eros Médina, 2006
- Le Chevalier d'Éon, 2006
- Le Jour de la colère, 2006
- Darwin, 2007
- Robespierre, 2008
- Made in China, 2010
- Mademoiselle Frankenstein, 2011 (disponible en DVD, mise en scène Georges Guerreiro, avec Aline Gampert et Frédéric Landenberg - L'Harmattan / Les films d'un jour- 2011)
- Les Cabots magnifiques, 2012
- Vampires, 2015
- Crooner
- Ruptures, une pièce plus courte intégrée à un spectacle collectif
- La Poupée Titanic

## Mises en scène
- L'Odyssée d'après Homère (2014)
- 2011. Le Tour du Monde en 80 Jours d'après Jules Verne, Théâtre royal du Parc.
- Hamlet de Shakespeare.
- 2018. Scapin 68 (Théâtre royal du Parc).
- Le Clown et l'Enfant sombre au Rideau de Bruxelles
- Jascha de Yasmina Reza
- La Chambre bleue de David Hare au Rideau de Bruxelles.
- L'Atelier de Jean-Claude Grumberg, au Théâtre de la Place des Martyrs.
- 2003. Moscou nuit blanche. Prix du théâtre en 2003.

## Acteur
- 1994 : Ombres et Lumières de Samy Brunett
- 1994 : La Partie d'échecs d'Yves Hanchar : le serviteur Straunton
- L'Odyssée, au Rideau de Bruxelles.
- Don Quichotte, au Rideau de Bruxelles.

## Scénariste
- 2013 : Le Silence des églises, téléfilm d'Edwin Baily
- 2009-? : Les Petits Meurtres d'Agatha Christie (Saison 1 épisodes 4,5,6 et 11; Saison 2 épisodes 3,7,10,17,20 et 27; Saison 3 épisode 4)
- 2011 : Un cœur qui bat, téléfilm de Sophie Révil et Christophe Barraud
- 2011 : La Résidence, téléfilm de Laurent Jaoui

## Traductions et adaptations
- Le Maître et Marguerite de Boulgakov, Le Cri, 2000.
- Biedermann et les Incendiaires de Max Frisch.